# Dąbrowa-Gogole
Dąbrowa-Gogole – wieś w Polsce położona w województwie podlaskim, w powiecie wysokomazowieckim, w gminie Szepietowo.
Zaścianek szlachecki Gogole należący do okolicy zaściankowej Dąbrowa położony był w drugiej połowie XVII wieku w ziemi drohickiej województwa podlaskiego. W latach 1975–1998 miejscowość administracyjnie należała do województwa łomżyńskiego.
Wierni kościoła rzymskokatolickiego należą do parafii św. Stanisława Biskupa i Męczennika w Dąbrowie Wielkiej.

## Historia
W 1576 r. z Długiej Dąbrowy-Gogoli-Dzięciela-Buczewizny opłacono podatek od 5 włók ziemskich-szlacheckich i 3 ogrodników.
Niektórzy znani mieszkańcy wsi:
- 1576 – Grzegorz syn Stanisława i Sebastian syn Pawła Kamieńskiego
- 1673-1674 – Andrzej Dąbrowski i Stanisław Czyżewski
- 1757 – szlachetna Domicela z Dąbrowskich Zawistowska
- 1790 – Idzi Dąbrowski zwany Olszewik
- 1801 – Mateusz Dąbrowski zwany Olszewik[9]

W XIX w. miejscowość tworzyła tzw. okolicę szlachecką Dąbrowa w powiecie mazowieckim, gmina Szepietowo, parafia Dąbrowa Wielka.
W roku 1827 okolicę tworzyły:
- Dąbrowa-Bybytki, 9 domów i 66 mieszkańców. Folwark Bybytki z przyległymi w Łazach i Nowejwsi o powierzchni 324 morgów
- Dąbrowa-Cherubiny, 17 domów i 95 mieszkańców
- Dąbrowa-Gogole, 14 domów i 71 mieszkańców
- Dąbrowa-Kity, 3 domy i 23 mieszkańców
- Dąbrowa-Łazy, 29 domów i 170 mieszkańców
- Dąbrowa-Michałki, 21 domów i 125 mieszkańców
- Dąbrowa-Moczydły, 24 domy i 149 mieszkańców
- Dąbrowa-Nowawieś
- Dąbrowa-Szatanki, 98 domów i 60 mieszkańców
- Dąbrowa-Tworki, 6 domów i 46 mieszkańców
- Dąbrowa-Wielka
- Dąbrowa-Dołęgi, 28 domów i 139 mieszkańców
- Dąbrowa-Rawki, 17 domów i 127 mieszkańców (obecnie nie istnieje)
- Dąbrowa-Zgniła, parafia Jabłonka, 31 domów i 150 mieszkańców (obecnie nie istnieje)[10]

Współcześnie istnieją również:
- Dąbrowa-Kaski
- Dąbrowa-Wilki
- Dąbrowa-Zabłotne

W roku 1921 naliczono tu 16 budynków z przeznaczeniem mieszkalnym oraz 83 mieszkańców (49 mężczyzn i 34 kobiety). Wszyscy podali narodowość polską.

## Obiekty zabytkowe

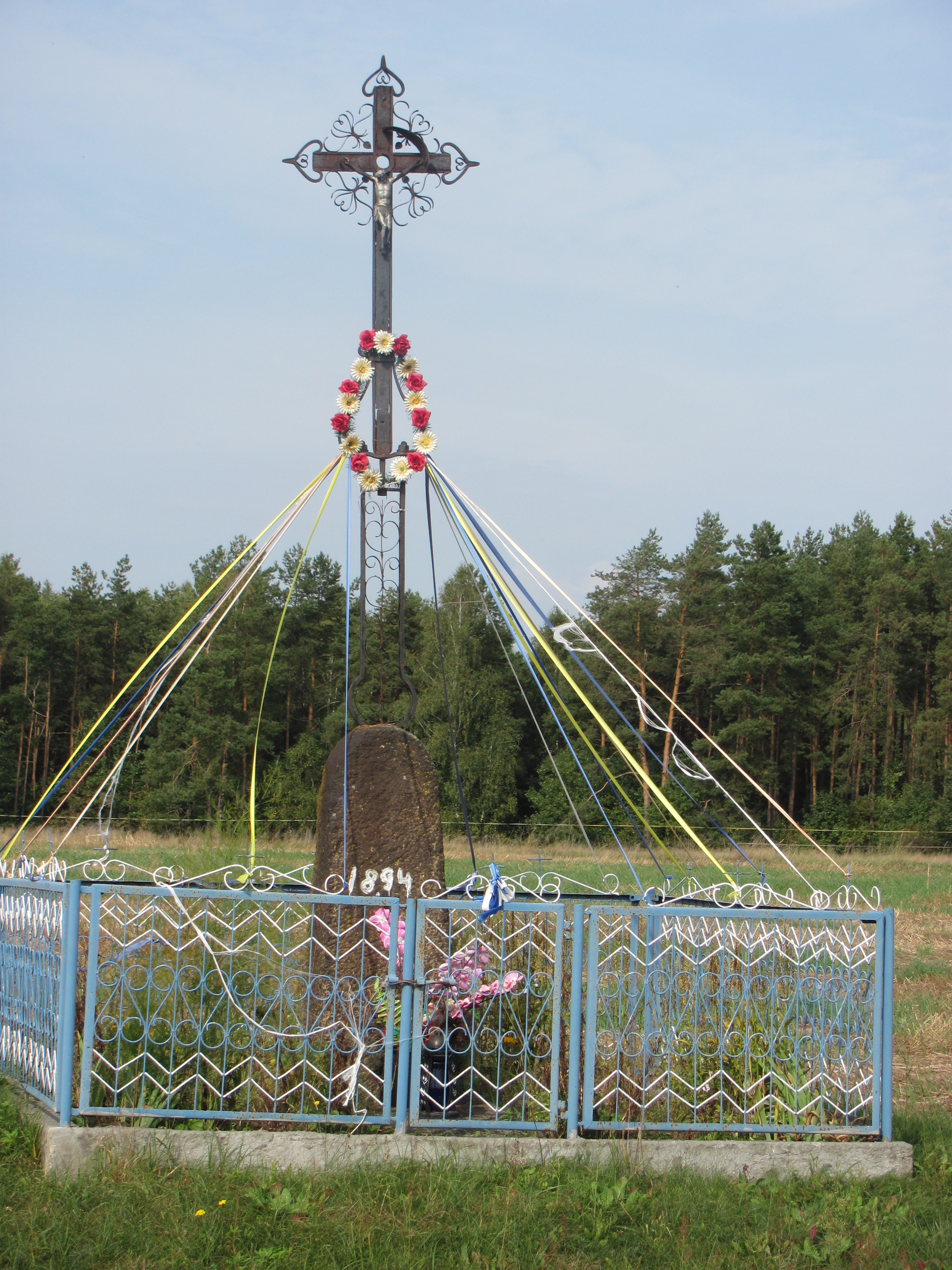
Przydrożny krzyż.

- krzyż przydrożny, metalowy z cokołem kamiennym z roku 1894[12]